# Олкот (Њујорк)
Олкот (енгл. Olcott) насељено је место без административног статуса у америчкој савезној држави Њујорк.

## Демографија
По попису из 2010. године број становника је 1.241, што је 85 (7,4%) становника више него 2000. године.
| Група             | 2000.         | 2010.         |
| Белци             | 1.102 (95,3%) | 1.190 (95,9%) |
| Афроамериканци    | 12 (1,0%)     | 5 (0,4%)      |
| Азијати           | 5 (0,4%)      | 4 (0,3%)      |
| Хиспаноамериканци | 21 (1,8%)     | 28 (2,3%)     |
| Укупно            | 1.156         | 1.241         |